# Fully Integrated Robotized Engine
FIRE-motoren (engelsk for "Fully Integrated Robotized Engine") er en motorserie fra Fiat-koncernen, udviklet i joint venture med den italienske designer Rodolfo Bonetto. Disse motorer fremstilles på fuldautomatisk vis på et robotbånd ("Robogate"), hvilket gør motoren billigere at fremstille end forgængeren.
FIRE afløste fra midten af 1980'erne løbende den lille Fiat OHV-motor, som i sin grundkonstruktion var identisk med motoren fra 1950'ernes Fiat 600. FIRE er en firecylindret rækkemotor med fem hovedlejer, støbejernsblok og tandremsdreven, overliggende knastaksel, letmetaltopstykke med parallelt hængende ventiler.
Motoren er siden 1985 blevet fremstillet i flere forskellige versioner med slagvolume fra 769 til 1368 cm³ med otte ventiler og i den såkaldte "Super-FIRE" version med 16 ventiler på 999 cm³ (Brasilien) eller 1242 hhv. 1368 cm³ (Europa).
FIRE-motoren blev første gang benyttet i Y10-modellen fra Fiats datterselskab Lancia, fulgt af Fiat Uno og Panda.
Den i 2003 introducerede 1368 cm³-version findes med såvel 8 som 16 ventiler; i 2005 blev den præsenteret i en udgave med variabel indsugningsmanifold og udstødningsgastilbageføring benævnt "StarJet". I 2006 kom der en turboladet 1368 cm³-motor ("T-Jet"), og i 2009 fulgte en version med det elektrohydrauliske ventilstyresystem MultiAir.
Brændstoftilførslen fandt oprindeligt sted med en enkelt Weber-karburator. Gennem årene blev motoren videreudviklet med først SPI (singlepoint/monopoint), MPI (multipoint) og til sidst SMPI (sequential multi point injection). FIRE-motoren benyttes også i Formula 750 i en let modificeret version.

## Varianter
FIRE-motoren findes hhv. fandtes i følgende varianter:
- 769 cm³ (0,8 liter) − 65 mm boring × 58 mm slaglængde
  - 8V (1986−1992)
- 999 cm³ (1,0 liter) − 70 mm boring × 64,9 mm slaglængde
  - 8V (1986−1993)
  - 8V SPI (1987−2003)
  - 16V SMPI (1998−2003, kun Brasilien)
  - 8V SMPI Flexifuel (2005−, kun Brasilien)
- 1108 cm³ (1,1 liter) − 70 mm boring × 72 mm slaglængde
  - 8V (1983−1993)
  - 8V SPI (1993−2000)
  - 8V SMPI (2001−)
- 1242 cm³ (1,2 liter) − 70,8 mm boring × 78,9 mm slaglængde
  - 8V SPI (1993−1999)
  - 8V MPI (1993−1999)
  - 8V SMPI (1993−2009)
  - 8V SMPI VVT (2007−)
  - 16V SMPI (1998−2009)
- 1368 cm³ (1,4 liter) − 72 mm boring × 84 mm slaglængde
  - 8V (2005−)
  - 8V VVT (2005−)
  - 8V Flexifuel (2005−, kun Brasilien)
  - 16V (2003−)
  - 16V StarJet VVT (2005−)
  - 16V T-Jet (2006−)
  - 16V MultiAir (2009−)
  - 16V MultiAir Turbo (2009−)

### Anvendelsesområder
- Lancia Y10 (1985) − 999 og 1108 cm³
- Fiat Uno (1986) − 999 og 1108 cm³
- Fiat Panda (1986) − 769, 999 og 1108 cm³
- Fiat Tipo (1988) − 1108 cm³
- Fiat Punto (1993) − 1108 og 1242 cm³
- Fiat Cinquecento (1994) − 1108 cm³
- Lancia Y (1995) − 1108 og 1242 cm³
- Fiat Palio (1996) − 1242 cm³
- Fiat Seicento (1998) − 1108 cm³
- Fiat Bravo/Brava (1998) − 1242 cm³
- Fiat Punto (1999) − 1242 og 1368 cm³
- Fiat Doblò (2001) − 1242 og 1368 cm³
- Fiat Stilo (2001) − 1242 og 1368 cm³
- Fiat Panda (2003) − 1108, 1242 og 1368 cm³
- Fiat Idea (2003) − 1242 og 1368 cm³
- Lancia Ypsilon (2003) − 1242 og 1368 cm³
- Lancia Musa (2004) − 1242 og 1368 cm³
- Fiat Punto (2005) − 1242 og 1368 cm³
- Fiat Bravo (2007) − 1368 cm³
- Fiat 500 (2007) − 1242 og 1368 cm³
- Lancia Delta (2008) − 1368 cm³
- Alfa Romeo MiTo (2008) − 1368 cm³
- Ford Ka (2008) − 1242 cm³
- Tata Indica Vista (2008) − 1242 cm³
- Tata Indigo Manza (2009) − 1368 cm³
- Alfa Romeo Giulietta (2010) − 1368 cm³
- Fiat 500L (2012) − 1368 cm³
- Dodge Dart (2013) − 1368 cm³
- Fiat Tipo (2017) - 1368cm³

## Produktion
Som en bestanddel af det i 2009 indgåede joint venture med Chrysler begyndte Chrysler at producere FIRE-motorerne på deres fabrik i Dundee, Michigan. Chryslers første FIRE-motor, en 1,4 FIRE MultiAir med 100 hk, blev monteret i en Fiat 500 i 2010.